# Cooper-Eisfälle
Die Cooper-Eisfälle sind der größte Gletscherbruch des Nimrod-Gletschers in der antarktischen Ross Dependency. Sie liegen in der Umgebung des Kon-Tiki-Nunatak.
Die Südgruppe der von 1960 bis 1961 dauernden Kampagne im Rahmen der New Zealand Geological Survey Antarctic Expedition benannte ihn nach Christopher Neville Cooper, ein Mitglied dieser Forschungsreise und zuvor Teilnehmer an der New Zealand Alpine Club Antarctic Expedition (1959–1960).